# Jane Roberts
Dorothy Jane Roberts (8 de maio de 1929 - 5 de setembro de 1984) foi uma autora, poetisa e médium espiritual americana, que canalizou uma personalidade energética que se autodenominava "Seth". Sua publicação dos textos Seth, conhecidos como o Material Seth, estabeleceu-a como uma das figuras proeminentes no mundo dos fenômenos paranormais.